# El Mango, Gutiérrez Zamora
El Mango är en ort i Mexiko.   Den ligger i kommunen Gutiérrez Zamora och delstaten Veracruz, i den sydöstra delen av landet, 240 km nordost om huvudstaden Mexico City. El Mango ligger 37 meter över havet och antalet invånare är 105.
Terrängen runt El Mango är huvudsakligen platt, men västerut är den kuperad. Terrängen runt El Mango sluttar österut. Runt El Mango är det tätbefolkat, med 331 invånare per kvadratkilometer. Närmaste större samhälle är Gutiérrez Zamora, 5,2 km öster om El Mango. Omgivningarna runt El Mango är en mosaik av jordbruksmark och naturlig växtlighet.